# Jet Pilot
 Jet Pilot és una pel·lícula estatunidenca de Josef von Sternberg estrenada el 1957.

## Argument
En els anys 1950, en plena Guerra freda, la patrulla aèria del coronel Jim Shannon, amb base a Alaska, captura un avió de caça soviètic, pilotat per una seductora jove, la tinent Anna Marladovna. Aquesta demana l'asil polític però, amenaçada de ser empresonada, es casa amb Shannon que està enamorat d'ella. Ara bé, Anna és en realitat una espia anomenada Olga Orlief...

## Repartiment
- John Wayne: Coronel Jim Shannon
- Janet Leigh: Tinent Anna Marladovna Shannon / Olga Orlief
- Jay C. Flippen: General Black
- Paul Fix: Major Rexford
- Richard Rober: Agent FBI George Rivers
- Roland Winters: Coronel Sokolov
- Hans Conried: Coronel Matoff
- Ivan Triesault: General Langrad

## Crítica
Les guerres han millorat els dissenys d'avions des de "Jet Pilot". De la mateixa manera, John Wayne, l'heroi, s'ha tornat més gris; Janet Leigh, l'heroïna, s'ha tornat més rossa, i s'han vist moltes millors pel·lícules sobre pilots.
És una pel·lícula ximple i trista. És un conte d'un pilot dels EUA i una pilot soviètica que s'enamoren. Bé, la pilot porta un avió des de Sibèria fins a una base d'Alaska, fent veure que vol escapar-se de Rússia, i cau a les mans del pilot americà. Washington ordena que la tracti amb cortesia i intenti treure-li secrets soviètics. Ja que és bonica i parla anglès perfectament, naturalment s'enamora. No pot donar gaire informació, ella, però naturalment s'ho passen bé, menjant bistecs, bevent xampany, comprant negligés i corrent a banyar-se a Palm Springs. L'americà finalment es casa amb la dama soviètica.